# Агафонова, Серафима Андреевна
Серафима Андреевна Агафонова (урождённая Гордеева; 3 декабря 1939, Малое Свистово, Рязанская область — 20 июня 2014, Малое Свистово, Рязанская область) — мастер машинного доения колхоза имени Чапаева (Михайловский район Рязанской области), Герой Социалистического Труда.

## Биография
Серафима Андреевна родилась 3 декабря 1939 года в деревне Малое Свистово Михайловского района Рязанской области.

## Награды
- Герой Социалистического Труда — указом № 221 Президента СССР Михаила Сергеевич Горбачёва «О присвоении звания Героя Социалистического Труда т. т. Агафоновой С. А. и Цунаеву И. С.» от 29 мая 1990 года «за выдающиеся трудовые успехи и большой личный вклад в увеличение производства и продажи государству сельскохозяйственной продукции на основе применения прогрессивных технологий и передовых методов организации труда»[1]
- Орден Ленина (29.05.1990)[1]